# アラコ
アラコ株式会社は、かつて存在したコーチビルダー・部品メーカーである。トヨタ自動車株式会社の子会社であった。
2004年（平成16年）10月1日に吸収分割により、車体部門をトヨタ車体株式会社に譲渡。同日、残る内装部門が豊田紡織株式会社、タカニチ株式会社と合併し、消滅した。存続会社は豊田紡織株式会社であり、同日トヨタ紡織株式会社に社名を変更した。
なお2015年（平成27年）7月1日に、トヨタ紡織の子会社である株式会社KYOEIARACOがアラコ株式会社に商号変更した。
本稿では主に2004年（平成16年）に消滅した旧・アラコ株式会社について述べる。

## 沿革

### 旧・アラコ株式会社
- 1946年（昭和21年）

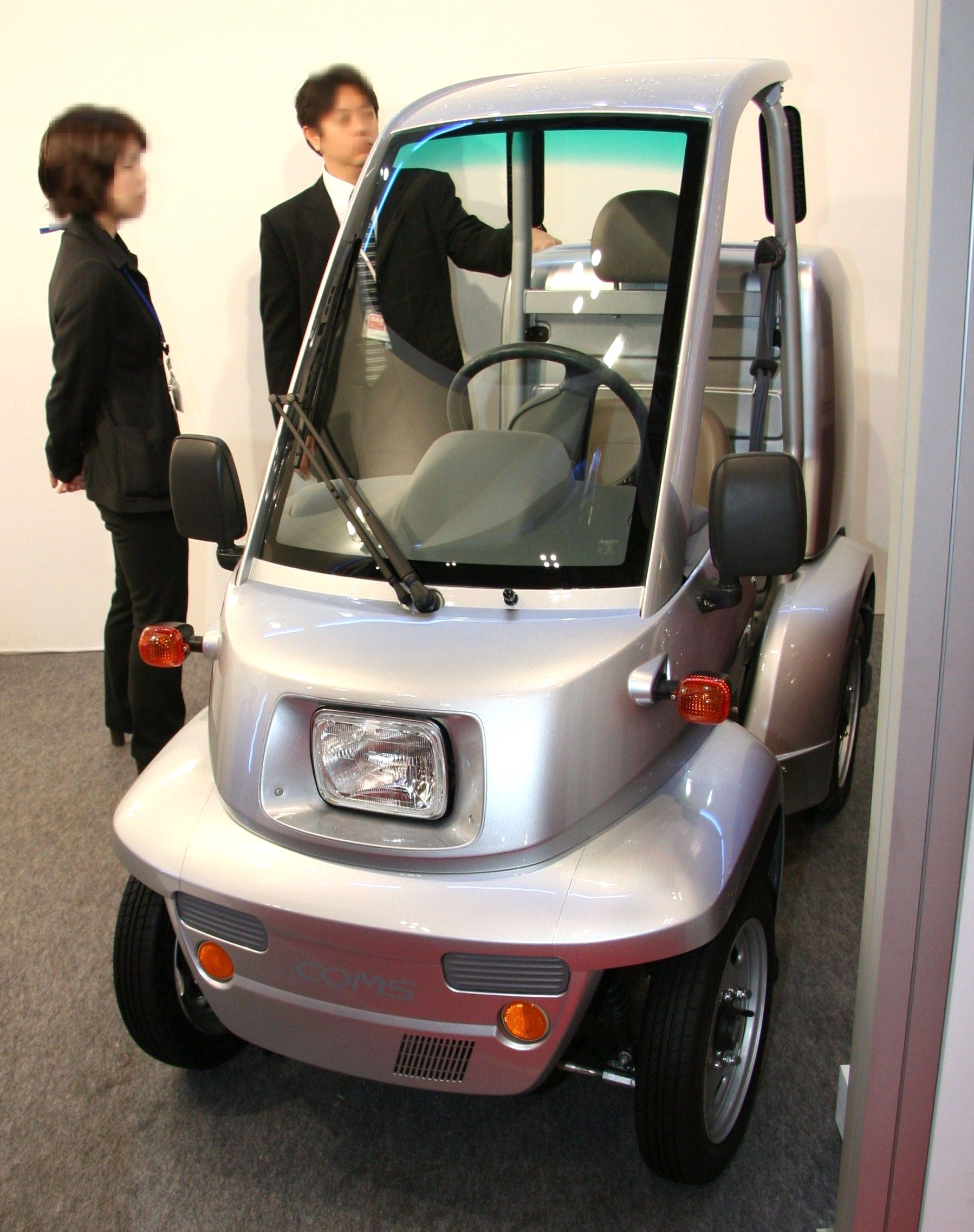
電気自動車エブリデーコムスは、パンフレットによってはコムスと記載されていた。
エブリデーコムスのシステムは、Q-CARにも使用された。

  - 豊田自動織機製作所自動車部（現・トヨタ自動車）の板金職工であった荒川儀兵衛（あらかわぎべえ）が独立後、名古屋市南区に「荒川鈑金工業所」を設立、自動車車体の修理と部品の再生を始める[3]。
  - 豊田喜一郎のたっての願いでトヨペット・SA型の試作車のためのボディーを製作する[3]。
- 1947年（昭和22年）- SA型の出来ばえが認められ、トヨタ自動車の助言を受け、法人組織「荒川鈑金工業株式会社」となる[3]。
- 1949年（昭和24年）- トヨタ自動車を中心に自動車の内装品の生産を開始[3]。
- 1955年（昭和30年）- クラウンRS型の内装を手がける[3]。
- 1959年（昭和34年）9月 - 伊勢湾台風で工場が浸水被害に遭う。
- 1960年（昭和35年）- 寿工場操業開始。
- 1961年（昭和36年）
  - 吉原工場着工[3]。
  - 6月 - 荒川車体工業株式会社に社名変更[4]。
- 1962年（昭和37年）- 吉原工場が操業を開始。ランドクルーザー 40系増産。
- 1968年（昭和43年）- 本社工場を名古屋市南区から豊田市吉原へ移転。
- 1975年（昭和50年）- ランドクルーザー BJ40型をベースに水陸両用車を開発。荒川儀兵衛自らが行った鞍ヶ池でのテストでは、水上走行には成功したものの、上陸時にロープがフックから外れて水没し、計画を断念する[3]。
- 1988年（昭和63年）7月 - アラコ株式会社に社名変更。
- 1995年（平成7年）
  - トヨタ・チーム・アラコ（TTAR）として、ランドクルーザー 80系でパリ・ダカールラリーに初出場。
  - LX450でボディメーカーとしては初となるレクサスブランドの組み立てを担当。
- 1997年（平成9年）- 超小型EV「エブリデー」生産開始[3]。
- 1998年（平成10年）- ランドクルーザーの生産累計300万台を達成。
- 1999年（平成11年）- 全工場でISO 14001を取得。
- 2000年（平成12年）- 超小型EV「エブリデーコムス」の生産を開始。
- 2002年（平成14年）8月6日 - 猿投工場開発センターが完成。
- 2004年（平成16年）10月1日 - 車両事業部門をトヨタ車体株式会社へ譲渡。残る内装事業部門は、タカニチ、豊田紡織と合併し、トヨタ紡織株式会社となる[注釈 1][5]。

### 現・アラコ株式会社
- 1974年（昭和49年）9月25日 - 協栄産業株式会社として設立[6]。
- 2004年（平成16年）- 株式会社KYOEI ARACOへ商号変更[6]。
- 2015年（平成27年）- アラコ株式会社へ商号変更[6]。

## 拠点（旧・アラコ）

### 研究・開発・実験
- 猿投工場開発センター（愛知県豊田市）

### 生産
- 吉原工場（愛知県豊田市）：車体組み立て、プレス型保管
- 寿工場（愛知県豊田市）：シートAssy生産
- 猿投工場（愛知県豊田市）：車体組み立て、特装
- 豊橋工場（愛知県豊橋市）：ドアトリムAssy生産
- アラコ九州・本社工場（佐賀県神埼市神埼町）：トヨタ自動車九州向けシート、ドアトリムAssy生産

### 関連企業
- 寿陸運（愛知県豊田市）：シート、ドアトリムの輸送と樹脂部品加工
- アラコ九州相知（おうち）：シート表皮生産
- ライフクリエイション：さなげアドベンチャーフィールドの運営

## 主な製品（旧・アラコ）
- 自動車用シート
  - クラウン、セルシオ / レクサス・LS他
- 原付四輪規格の電気自動車
  - エブリデー
  - エブリデー コムス（現在はトヨタ車体が製造[7]）

### 生産受託していた車
- ランドクルーザー
  - ランドクルーザー・ステーションワゴン　55・56型、60、80、100系
  - ランドクルーザー　ジープBJ・FJ型、20、40、70ヘビー系
  - ランドクルーザー70ライト系（ランドクルーザーワゴン、ランドクルーザーII、バンデラ、ランドクルーザー・プラド70）
- LEXUS LX450、470、570
- ライトバス / コースター
- クイックデリバリー / アーバンサポーター
- デリボーイ
- ポルテ